# Eimeria faurei
Eimeria faurei należy do królestwa protista, rodziny Eimeriidae, rodzaj Eimeria. Wywołuje u owiec i kóz chorobę pasożytniczą – kokcydiozę. Eimeria faurei pasożytuje w jelicie cienkim, jelicie ślepym oraz okrężnicy.